# Arcidiocesi di Eger

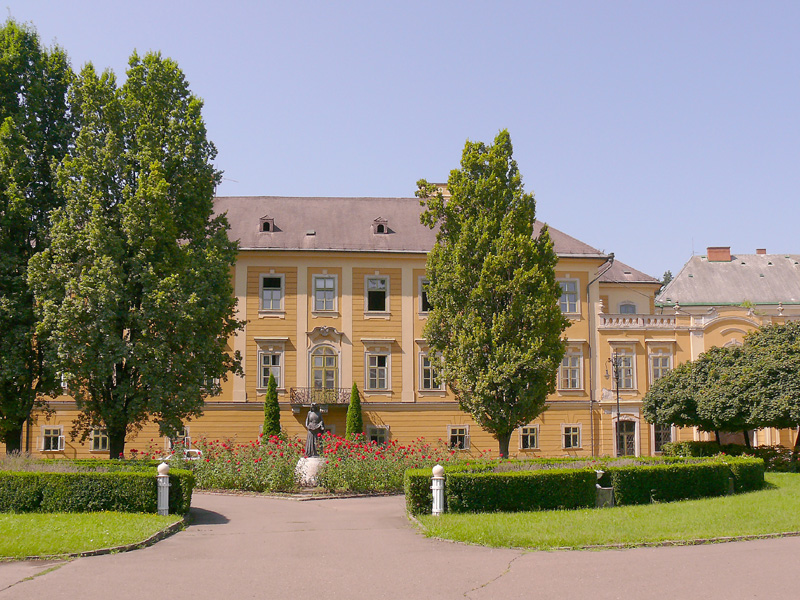
Il palazzo arcivescovile di Eger.

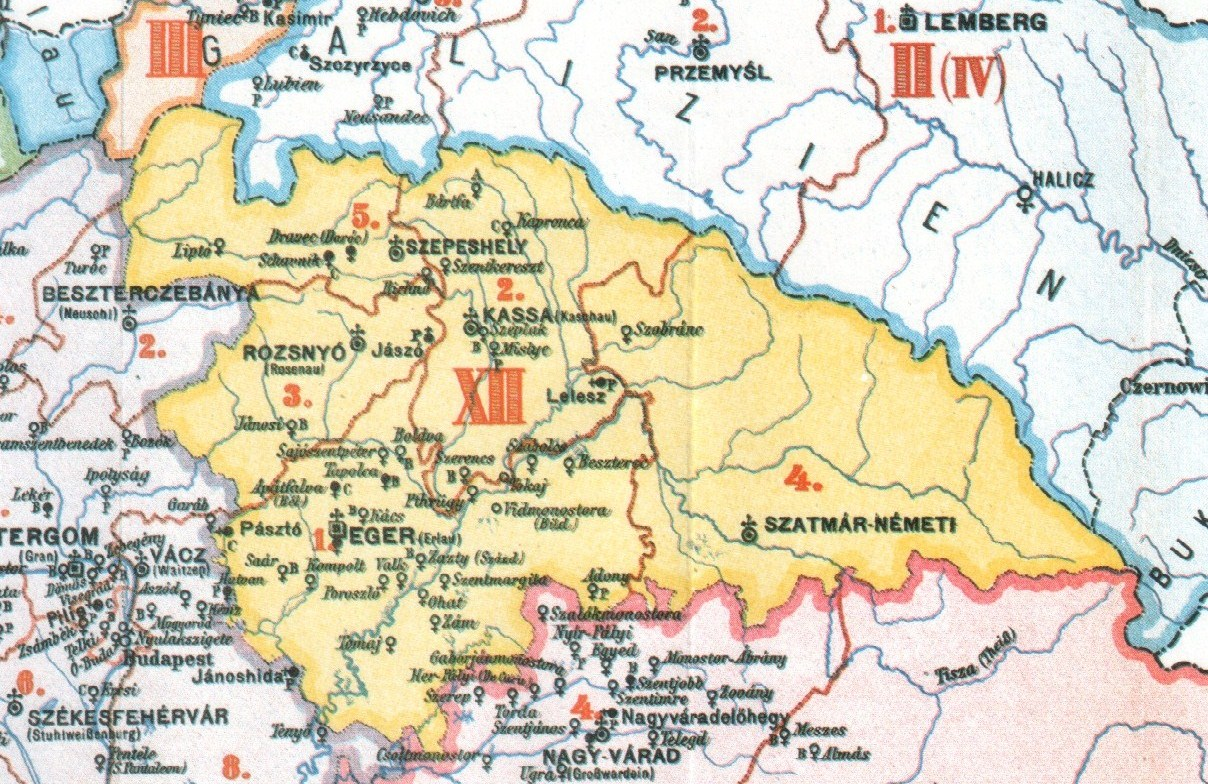
Mappa della provincia ecclesiastica di Eger nell'Ottocento.

L'arcidiocesi di Eger, o in italiano arcidiocesi di Agria (in latino Archidioecesis Agriensis), è una sede metropolitana della Chiesa cattolica in Ungheria. Nel 2023 contava 677.550 battezzati su 1.237.600 abitanti. È retta dall'arcivescovo Csaba Ternyák.

## Territorio
La diocesi comprende per intero la contea di Borsod-Abaúj-Zemplén, la quasi totalità della contea di Heves e la parte centro-settentrionale della contea di Jász-Nagykun-Szolnok.
Sede arcivescovile è la città di Eger, dove si trova la cattedrale di San Giovanni apostolo ed evangelista (Szent János apostol és evangélista). A Sárospatak si trova la basilica minore di San Giovanni Battista.
Il territorio si estende su 11.500 km² ed è suddiviso in 310 parrocchie.
La provincia ecclesiastica di Eger, istituita nel 1804, comprende due suffraganee, le diocesi di Debrecen-Nyíregyháza e di Vác.

## Storia
La diocesi fu eretta nel 1004, dopo la conversione degli ungheresi al cristianesimo, e fu sottoposta alla metropolia di Strigonio. L'opera di evangelizzazione continuò nei decenni successivi con l'annuncio del vangelo ai popoli ancora pagani dei Cumani e dei Peceneghi, che si erano installati nel vasto territorio della diocesi. L'opera di costruzione delle strutture diocesane fu messa a dura prova dall'invasione dei Mongoli nel 1241-42; tutto venne distrutto, compresa l'antica cattedrale, che era stata costruita presso il castello di Eger e dedicata a san Giovanni apostolo ed evangelista.
Un altro momento di difficoltà fu vissuto dalla diocesi nella prima parte del XV secolo, quando il nord dell'Ungheria subì le incursioni degli Ussiti cechi; la città episcopale fu incendiata nel 1442 e la maggior parte della sua popolazione massacrata. Un altro incendio devastante colpì Eger nel 1544.
Uno dei vescovi più celebri fu Ippolito d'Este che, eletto fanciullo arcivescovo di Strigonio, preferì optare per un trasferimento alla diocesi di Eger che non comportava l'obbligo di residenza, per poter tornare in Italia. Successivamente il cardinale Ippolito, per non perdere le rendite della sua diocesi ungherese, si decise a trasferirsi a Eger con tutta la sua piccola corte, ma Ludovico Ariosto si rifiutò di seguire il suo signore.
Nel 1566, in seguito alla conquista dei Turchi, la sede vescovile e il capitolo furono trasferiti a Košice, dove fungeva da cattedrale la chiesa di Sant'Elisabetta. Inizia in questo momento un periodo di decadenza del cattolicesimo e una grave crisi per la diocesi, causata anche delle numerose guerre combattute sul suo territorio, cosa che favorì l'introduzione del protestantesimo. Nei periodi in cui il protestantesimo era a Košice la confessione dominante, la cattedrale fu traslata nella chiesa di Sant'Antonio di Padova. Solo con il XVII secolo inizia l'opera di restaurazione del cattolicesimo, grazie soprattutto all'opera del vescovo Imre Lósy (1633-1637), che convocò un sinodo diocesano nel 1635; durante l'episcopato di György Jakosics (1645-1648) si ebbe l'unione con i ruteni presenti nel territorio diocesano; il vescovo Benedek Kisdy (1652-1660) istituì un'università a Košice con le facoltà di filosofia e teologia, che funzionava anche come seminario diocesano.
Fino all'edizione del Messale post-tridentino di San Pio V era in uso il rito proprio dell'arcidiocesi di Strigonio, il cui Messale, che trae origine da un Sacramentario della fine del XII secolo, fu stampato nel 1484. Le rubriche liturgiche erano raccolte nell'Ordinarius Strigoniensis che ebbe otto edizioni fra il 1493 e il 1520. Gli stessi libri liturgici erano utilizzati anche nelle diocesi suffraganee. Dopo il Concilio di Trento, il Messale strigoniense rimase in uso fino al sinodo del 1629, in cui fu votato all'unanimità l'accoglimento del Messale Romano di Pio V, con l'aggiunta però delle feste dei santi del Regno d'Ungheria, due delle quali furono inserite anche nel calendario romano generale: santo Stefano d'Ungheria e sant'Adalberto. L'arcidiocesi di Eger, adotterà il Rituale Agriense, stampato per la prima volta a Košice nel 1666 e sostanzialmente simile al Rituale Strigoniense del 1625. Alcune differenziazioni saranno introdotte con l'edizione del 1702. L'ultima edizione fu stampata nel 1898.
Nel 1687 Eger fu riconquistata e nel 1695 ridivenne sede vescovile e fu ripristinato il culto cattolico nelle chiese che erano state trasformate in moschee. Nel 1705 per ovviare ad una grave scarsità di sacerdoti fu istituito il seminario di Eger. L'opera di ricostruzione morale e religiosa della diocesi continuò per tutto il Settecento.
Il 9 agosto 1804 la diocesi fu elevata al rango di arcidiocesi metropolitana con la bolla Super universas di papa Pio VII. Contestualmente il suo vasto territorio fu suddiviso con la creazione di due nuove diocesi, Košice e Satu Mare, che divennero suffraganee di Eger assieme alle già esistenti diocesi di Rožňava  e di Spiš.
Secondo gli annuari cattolici, dell'inizio del '900 nell'arcidiocesi c'erano 633.804 cattolici latini; 81.217 cattolici di rito bizantino (prima denominata Chiesa uniate), e 503.407 altri cristiani parte greco-ortodossi, parte protestanti delle diverse denominazioni. La comunità ebraica era fiorente. Le parrocchie erano 200, con 342 membri del clero secolare e 51 religiosi. La lingua volgare usata vede a fianco dell'ungherese predominante, anche il tedesco, il croato, lo slovacco ed anche l'armeno.
In seguito alle modifiche imposte dai nuovi confini ungheresi dopo la fine della prima guerra mondiale nel 1930 la diocesi di Satu Mare divenne suffraganea dell'arcidiocesi di Bucarest, mentre nel 1937 le diocesi di Spiš, Košice e Rožňava diventarono immediatamente soggette alla Santa Sede, tuttavia in seguito al primo arbitrato di Vienna del 1938 le ultime due sedi vescovili tornarono ungheresi e furono reintegrate l'anno seguente nella provincia ecclesiastica di Eger. 
Durante il periodo comunista (1949-1989), furono limitate le libertà religiose, confiscati i beni ecclesiastici (ad eccezione delle chiese), chiuse le scuole cattoliche, soppressi gli ordini religiosi: è il difficile e duro periodo della "Chiesa del silenzio". 
Nel 1982 furono annessi alla diocesi i territori delle amministrazioni apostoliche per le porzioni ungheresi delle diocesi di Rožňava, di Košice e di Satu Mare, che erano state erette il 2 settembre 1937.
Il 31 maggio 1993 l'arcidiocesi ha ceduto una porzione del suo territorio a vantaggio dell'erezione della diocesi di Debrecen-Nyíregyháza e altre porzioni di territorio furono cedute alle diocesi di Vác e di Seghedino-Csanád, assumendo così l'attuale fisionomia territoriale. Contestualmente all'arcidiocesi di Eger, che dal 1977 era rimasta priva di suffraganee rimaste oltreconfine in Cecoslovacchia essendo in quell'anno divenute suffraganee della nuova arcidiocesi di Trnava, furono assoggettate le diocesi di Debrecen-Nyíregyháza e di Vác.

## Cronotassi dei vescovi
Si omettono i periodi di sede vacante non superiori ai 2 anni o non storicamente accertati.
- Katapán I † (menzionato nel 1009)
- Bonifacius † (prima del 1019 - 1037 ?)
- San Bőd (Buldus) † (1037 - 24 settembre 1047 deceduto)
- Péter I † (1048 - circa 1096 deceduto)
- Procopius † (1102 - ?)
- Lőrinc † (1104 - circa 1105 nominato arcivescovo di Esztergom)
- Márton I † (1106 - 1111)
- Volferius † (1111 - 1113)
- Kilit † (1114 - 1131)
- András I † (1132 - ?)
- Bestrius † (1135 - ?)
- Martyrius † (1143 - 1151 nominato arcivescovo di Esztergom)
- Lukács Bánffi † (1151 - 1161 nominato arcivescovo di Esztergom)
- Sarna † (circa 1161 - 1166)
- Chamma † (1166 - ?)
- Miklós † (1169 - 1181 nominato arcivescovo di Esztergom)
- Péter II † (1181 - 1195)
- Katapán II † (1198 - circa 1216 deceduto)
- Tamás † (1217 - ?)
- Kilit Bél † (1225 - 1242)
- Lampert Hont-Pázmány † (1243 - 1275 deceduto)
- András II † (1275 - 1304 deceduto)
- Márton II † (1307 - ?)
- Csanád Telegdi † (1322 - 17 settembre 1330 nominato arcivescovo di Esztergom)
- Miklós Dörögdi † (17 settembre 1330 - dopo il 1359)
- Mihály Széchényi  † (28 novembre 1362 - 5 luglio 1377 deceduto)
- Imre Czudar † (2 ottobre 1377 - 1384)
- János Kanizsai † (27 agosto 1384 - 25 ottobre 1387 nominato arcivescovo di Esztergom)
- István Czikó † (2 ottobre 1377 - 1400)
- Tamás Ludany, O.Cist. † (23 marzo 1400 - 1410)
- Stibor Stiborici † (13 agosto 1410 - 1421)
- Tamás Ludany, O.Cist. † (1421 - 1424) (per la seconda volta)
- Péter Rozgonyi † (23 maggio 1425 - 1438 deceduto)
- Dénes Szécsi † (5 giugno 1439 - 15 febbraio 1440 nominato arcivescovo di Esztergom)
- Simon Rozgonyi † (15 febbraio 1440 - 10 novembre 1444 deceduto)
- László Héderváry † (1447 - 1467 deceduto)
- Johann Beckenschlager † (13 giugno 1467 - 15 marzo 1474 nominato arcivescovo di Esztergom)
- Gabriele Rangone, O.F.M. † (24 aprile 1475 - 27 settembre 1486 deceduto)
- Orbán Doczy von Nagylúcse † (27 aprile 1487 - 1491 deceduto)
  - Rodrigo de Borja † (1491 - 11 agosto 1492 eletto papa con il nome di Alessandro VI) (amministratore apostolico)
  - Ascanio Sforza † (31 agosto 1492 - giugno 1497 dimesso) (amministratore apostolico)
- Tamás Bakócz † (9 giugno 1497 - 20 dicembre 1497 nominato arcivescovo di Esztergom)
  - Ippolito d'Este † (20 dicembre 1497 - 3 settembre 1520 deceduto) (amministratore apostolico)
- Giulio de' Medici † (12 settembre 1520 - 18 giugno 1523 dimesso, poi eletto papa con il nome di Clemente VII)
- László Szalkay † (18 giugno 1523 - 6 maggio 1524 nominato arcivescovo di Esztergom)
- Pál Várdai † (1526 - 1526 nominato arcivescovo di Esztergom)
- Tamás Zalaházi † (3 febbraio 1529 - 1537 deceduto)
- Francesco Frangipane, O.F.M. † (30 maggio 1539 - 1543 deceduto)
  - Sede vacante (1543-1550)
- Miklós Oláh † (4 luglio 1550 - 3 agosto 1554 nominato arcivescovo di Esztergom)
- Ferenc Ujlaky † (3 agosto 1554 - 1º febbraio 1555 deceduto)
  - Sede vacante (1555-1560)
- Antal Verancsics † (17 luglio 1560 - 27 settembre 1570 nominato arcivescovo di Esztergom)
  - Sede vacante (1570-1573)
- István Radeczy de Zemche † (15 maggio 1573 - febbraio 1586 deceduto)
  - Sede vacante (1586-1600)
  - Demeter Napragy † (1594 - 1596) (non confermato)
  - János Cserödy † (17 giugno 1596 - 5 agosto 1597 deceduto) (non confermato)
- István Szuhay † (23 ottobre 1600 - 5 ottobre 1607 nominato arcivescovo di Kalocsa)
  - Sede vacante (1607-1631)
  - János Erdödy † (1616 - 1625 deceduto) (non confermato)
- Johannes Pyber de Gyerkény † (7 aprile 1631 - ottobre 1633 deceduto)
- Imre Lósy † (1633 - 16 novembre 1637 nominato arcivescovo di Esztergom)
  - Sede vacante (1637-1645)
  - György Lippay Zombori † (1º maggio 1637 - 18 novembre 1642 nominato arcivescovo di Esztergom) (non confermato)
- György Jakosics † (18 settembre 1645 - 21 settembre 1648 deceduto)
  - Sede vacante (1648-1652)
  - György Szelepcsényi † (8 dicembre 1647 - ?) (non confermato)
- Benedek Kisdy † (8 aprile 1652 - giugno 1660 deceduto)
  - Sede vacante (1660-1667)
- Tamás Erdődy Pálffy † (12 dicembre 1667[4] - 14 dicembre 1671 nominato vescovo di Nitra)
- Ferenc Szegedy † (21 marzo 1672[5] - 1675 deceduto)
  - György Bársony de Lovas-Berény † (circa 1675 - 18 gennaio 1678 deceduto) (non confermato)
- Nándor Erdődy Pállfy † (5 settembre 1678 - 31 ottobre 1680 deceduto)
- Péter Korompay † (20 aprile 1682[6] - 24 novembre 1687 nominato vescovo di Nitra)
- György Fenessy † (12 maggio 1687 - 4 marzo 1699 deceduto)
  - Sede vacante (1699-1702)
- István Telekesy † (31 luglio 1702 - 3 marzo 1715 deceduto)
- Gábor Antal Erdődy † (3 marzo 1715 succeduto - 26 settembre 1744 deceduto)
- Ferenc Barkóczy † (10 maggio 1745[7] - 13 luglio 1761 nominato arcivescovo di Esztergom)
- Károly Esterházy † (19 aprile 1762[8] - 4 marzo 1799 deceduto)
  - Sede vacante (1799-1804)
- Ferenc Fuchs † (20 agosto 1804 - 27 giugno 1807 deceduto)
- István Fischer de Nagy † (18 settembre 1807 - 4 luglio 1822 deceduto)
  - Sede vacante (1822-1827)
- Ján Krstitel Ladislav Pyrker, O.Cist. † (9 aprile 1827 - 2 dicembre 1847 deceduto)
  - Sede vacante (1847-1850)
- Vojtech Bartakovič † (30 settembre 1850 - 30 maggio 1873 deceduto)
- József Samassa † (25 luglio 1873 - 20 agosto 1912 deceduto)
- Ľudovít Szmrecsányi † (20 agosto 1912 succeduto - 28 gennaio 1943 deceduto)
- Gyula Czapik † (7 maggio 1943 - 25 aprile 1956 deceduto)
  - Sede vacante (1956-1969)
- Pál Brezanóczy † (10 gennaio 1969 - 11 febbraio 1972 deceduto)
- József Bánk † (2 febbraio 1974 - 2 marzo 1978 nominato arcivescovo, titolo personale, di Vác)
- László Kádár, O.Cist. † (2 marzo 1978 - 20 dicembre 1986 deceduto)
- István Seregély † (5 giugno 1987 - 15 marzo 2007 ritirato)
- Csaba Ternyák, dal 15 marzo 2007

## Statistiche
L'arcidiocesi nel 2023 su una popolazione di 1.237.600 persone contava 677.550 battezzati, corrispondenti al 54,7% del totale.
| anno | popolazione | popolazione | popolazione | presbiteri | presbiteri | presbiteri | presbiteri                | diaconi | religiosi | religiosi | parrocchie |
| anno | battezzati  | totale      | %           | numero     | secolari   | regolari   | battezzati per presbitero | diaconi | uomini    | donne     | parrocchie |
| ---- | ----------- | ----------- | ----------- | ---------- | ---------- | ---------- | ------------------------- | ------- | --------- | --------- | ---------- |
| 1948 | 990.233     | 1.582.047   | 62,6        | 464        | 457        | 7          | 2.134                     |         | 192       | 696       | 282        |
| 1970 | 1.000.000   | 1.800.000   | 55,6        | 476        | 476        |            | 2.100                     |         |           |           | 303        |
| 1980 | 899.000     | 1.371.000   | 65,6        | 372        | 372        |            | 2.416                     |         |           |           | 302        |
| 1990 | 1.121.000   | ?           | ?           | 400        | 371        | 29         | 2.802                     |         | 29        |           | 440        |
| 1999 | 600.000     | 950.000     | 63,2        | 224        | 203        | 21         | 2.678                     | 1       | 22        | 39        | 313        |
| 2000 | 595.000     | 945.000     | 63,0        | 221        | 198        | 23         | 2.692                     | 1       | 24        | 41        | 313        |
| 2001 | 595.000     | 945.000     | 63,0        | 238        | 209        | 29         | 2.500                     | 2       | 35        | 42        | 313        |
| 2002 | 690.000     | 1.210.000   | 57,0        | 230        | 205        | 25         | 3.000                     | 2       | 33        | 42        | 314        |
| 2003 | 690.000     | 1.260.000   | 54,8        | 233        | 208        | 25         | 2.961                     | 2       | 33        | 43        | 314        |
| 2004 | 690.000     | 1.260.000   | 54,8        | 234        | 199        | 35         | 2.948                     | 2       | 37        | 49        | 314        |
| 2006 | 690.000     | 1.260.000   | 54,8        | 223        | 197        | 26         | 3.094                     | 8       | 30        | 40        | 314        |
| 2013 | 685.000     | 1.260.000   | 54,4        | 188        | 167        | 21         | 3.643                     | 14      | 30        | 35        | 301        |
| 2016 | 692.000     | 1.264.000   | 54,7        | 200        | 171        | 29         | 3.460                     | 14      | 38        | 35        | 310        |
| 2019 | 686.070     | 1.252.820   | 54,8        | 205        | 180        | 25         | 3.346                     | 13      | 35        | 38        | 310        |
| 2021 | 691.300     | 1.262.740   | 54,7        | 215        | 182        | 33         | 3.215                     | 14      | 43        | 33        | 310        |
| 2023 | 677.550     | 1.237.600   | 54,7        | 191        | 166        | 25         | 3.547                     | 14      | 37        | 42        | 310        |